# 陈宗坤
陈宗坤（1915年—1982年），中国人民解放军将领、中国人民解放军开国少将。
曾任第34文化速成中学校长。1955年，授予中国人民解放军少将。